# Comitatul Dublin
Dublin (în irlandeză Contae Bhaile Átha Cliath) este un comitat din Irlanda.